# Daniel Bem
Daniel Józef Bem (ur. 28 sierpnia 1933 w Skierniewicach, zm. 21 października 2014) – naukowiec, inżynier telekomunikacji specjalizujący się w zakresie radiokomunikacji, sieci komputerowych i systemów telekomunikacyjnych, profesor, nauczyciel akademicki w Politechnice Wrocławskiej, były prorektor tej uczelni i dziekan Wydziału Elektroniki, dyrektor Wrocławskiego Centrum Sieciowo-Superkomputerowego, członek rzeczywisty Polskiej Akademii Nauk, wiceprezes oddziału wrocławskiego PAN.

## Życiorys
Był absolwentem Wydziału Łączności Politechniki Wrocławskiej (obecnie Wydział Elektroniki Politechniki Wrocławskiej). Z Politechniką Wrocławską związał również swoje życie zawodowe i zdobywał kolejne stopnie awansu naukowego. W 1965 otrzymał stopień doktora nauk technicznych w zakresie telekomunikacji, a w 1975 doktora habilitowanego. Od 1975 zatrudniony na stanowisku profesora nadzwyczajnego. W 1978 otrzymał tytuł profesora nauk technicznych. 
Był specjalistą w zakresie modelowania systemów radiokomunikacyjnych, projektowania anten długofalowych i przetwarzania danych satelitarnych. Projektował radomskie maszty telewizyjne oraz przewodniczył komisji ds. projektu i budowy Radiowego centrum nadawczego w Solcu Kujawskim. Zajmował się także sieciami komputerowymi. Uczestniczył w budowie akademickiej sieci komputerowej Politechniki Wrocławskiej oraz rozwoju i budowie WASK (Wrocławskiej Akademickiej Sieci Komputerowej). 
W Politechnice Wrocławskiej pełnił wiele funkcji naukowych i administracyjnych. Był kierownikiem Zakładu Radiokomunikacji w Instytucie Telekomunikacji i Akustyki PWr, następnie zastępcą dyrektora i dyrektorem tego instytutu. W latach 1981–1984 pełnił funkcję prorektora Politechniki Wrocławskiej ds. dydaktyki, a w latach 2002–2005 był dziekanem Wydziału Elektroniki.
Był członkiem Polskiej Akademii Nauk, od 1994 członkiem korespondentem, a od 2007 członkiem rzeczywistym, członkiem Komitetu Elektroniki i Telekomunikacji PAN, oraz członkiem prezydium oddziału wrocławskiego PAN, w którym pełnił między innymi funkcję prezesa w latach 2007–2011. Od 1988 był członkiem zagranicznym Rosyjskiej Akademii Nauk.
Zmarł we Wrocławiu dnia 21 X 2014 r. i został pochowany na cmentarzu parafialnym św. Rodziny przy ul. Smętnej na wrocławskim Sępolnie.

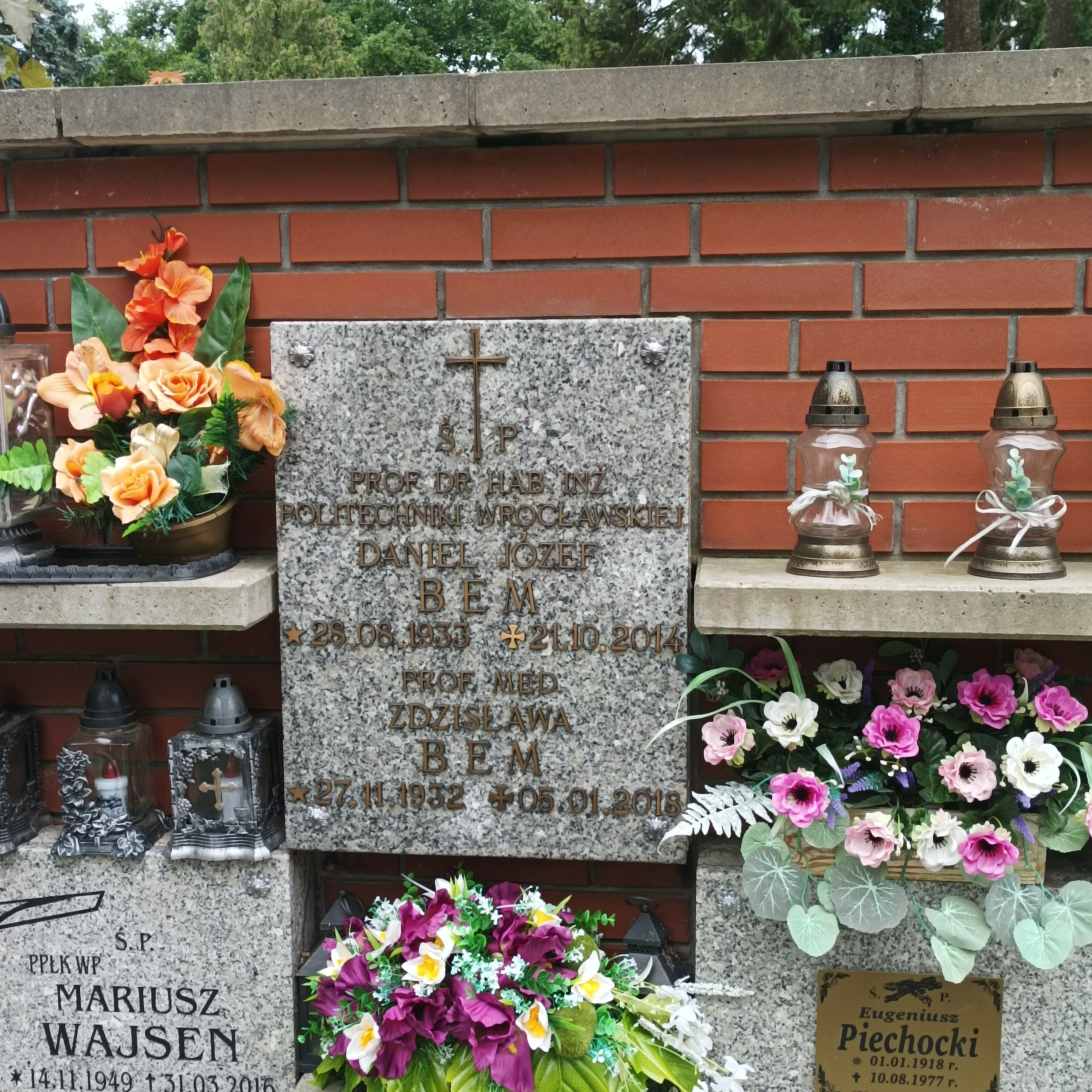
Grób profesorów Daniela i Zdzisławy Bemów w kolumbarium Cmentarza Świętej Rodziny we Wrocławiu

## Dorobek naukowy
Dorobek naukowy prof. Bema obejmuje liczne publikacje i książki oraz 17 wdrożonych patentów dotyczących przede wszystkim techniki radiowej. Wypromował kilkuset magistrów oraz ponad 30 doktorów nauk technicznych.

## Wyróżnienia i odznaczenia
Za swoją działalność został wyróżniony godnością doktora honoris causa dwóch uczelni technicznych, w 2003 Wojskowej Akademii Technicznej, a w 2008 Politechniki Wrocławskiej.
Odznaczony wieloma odznaczeniami państwowymi i resortowymi oraz licznymi nagrodami. Spośród odznaczeń państwowych otrzymał:
- Złoty Krzyż Zasługi
- Krzyż Kawalerski Orderu Odrodzenia Polski
- Krzyż Komandorski Orderu Odrodzenia Polski (1999)[7]